# هوانگ بو را
هوانگ بو را (کره‌ای: 황보라؛ زادهٔ ۲ اکتبر ۱۹۸۳) بازیگر اهل کره جنوبی است. هوانگ در سال ۲۰۰۳ حرفه بازیگری خود را آغاز کرد و پس حضور در یک تبلیغ تلویزیونی به شهرت رسید. در سال ۲۰۰۷، هوانگ در فیلم کمدی سیاه اسکلت‌های داخل کمد ایفای نقش کرد که برای او دو جایزه بهترین بازیگر زن تازه‌کار را به ارمغان آورد.
از فیلم‌ها یا مجموعه‌های تلویزیونی که وی در آنها ایفای نقش کرده‌است می‌توان به مبارزه برای راهم، نوازش قلبت، بار مرموز سانگاب و مون‌شاین اشاره کرد.